# Prostředky zdravotnické techniky
Prostředky zdravotnické techniky (zkráceně: PZT) je obecný pojem, kterým označujeme veškeré zdravotnické materiály používané k léčení lidí s výjimkou léčiv (ať už vyráběných hromadně nebo připravovaných individuálně). Jedná se o velmi pestrou a značně rozsáhlou škálu zdravotnických pomůcek, přístrojů, hmot, přípravků, speciálních předmětů a materiálů prakticky ze všech oblastí medicíny (číselník PZT Všeobecné zdravotní pojišťovny ČR obsahuje desítky tisíc položek, které zde nelze všechny vyjmenovat). 
Mezi nejběžnější a obecně nejznámější PZT patří předměty užívané téměř v každé domácnosti, může se jednat třeba o brýle, lékařský teploměr, náplast a obinadlo.
Mezi velmi drahá a složitá PZT patří například invalidní vozík, defibrilátor či kardiostimulátor.
Veřejnosti dobře známé jsou např. pomůcky pro imobilní či zraněné osoby jako jsou berle nebo ortézy.
Ze široké škály lékařských přístrojů a nástrojů lze jmenovat kupříkladu skalpel, jehelec, fonendoskop, katetr a mnohé jiné další.
Lidé se zdravotním postižením sluchu používají například sluchadla, nevidomí lidé obvykle nosívají slepeckou hůl apod.
Do velmi pestré a rozsáhlé škály PZT patří též paruky jakož i všechny typy protéz apod.

## Výdej a prodej PZT v České republice
- Obecně lze říci, že u převážné většiny PZT nehrozí při jejich používání trvalé poškození zdraví pacienta, proto lze většinu PZT volně zakoupit za hotové peníze v běžné obchodní síti (například v lékárnách, očních optikách nebo v prodejnách drogerie).
- PZT, které proplácejí pacientům  jejich zdravotní pojišťovny na podkladě poukazů vystavených lékařem, vydávají specializovaná zdravotnická zařízení, jimiž jsou výdejny PZT. Výdejnou PZT v tomto smyslu může být u některých druhů PZT i běžná lékárna nebo oční optika, speciální PZT (např. sluchadla, invalidní vozíky, paruky, protézy apod.) vydávají pouze specializované výdejny PZT.
- Některé typy PZT lze i zapůjčit na příslušném pracovišti některých zdravotních pojišťoven pouze na dobu léčení, typicky se zde jedná o berle.
- Většina dražších a složitějších PZT zdravotní pojišťovny proplácejí pouze po předběžném schválení revizním lékařem příslušné zdravotní pojišťovny
- Výše doplatků, které platí pacient ze svého v Kč, je u všech PZT dána platným cenovým výměrem Ministerstva financí ČR